# Carl Leonhardt (Komponist)
Carl Leonhardt, auch Karl Leonhardt (* 11. Februar 1886 in Coburg; † 8. Mai 1969 in Tübingen) war ein deutscher Komponist, Dirigent und Musikpädagoge.

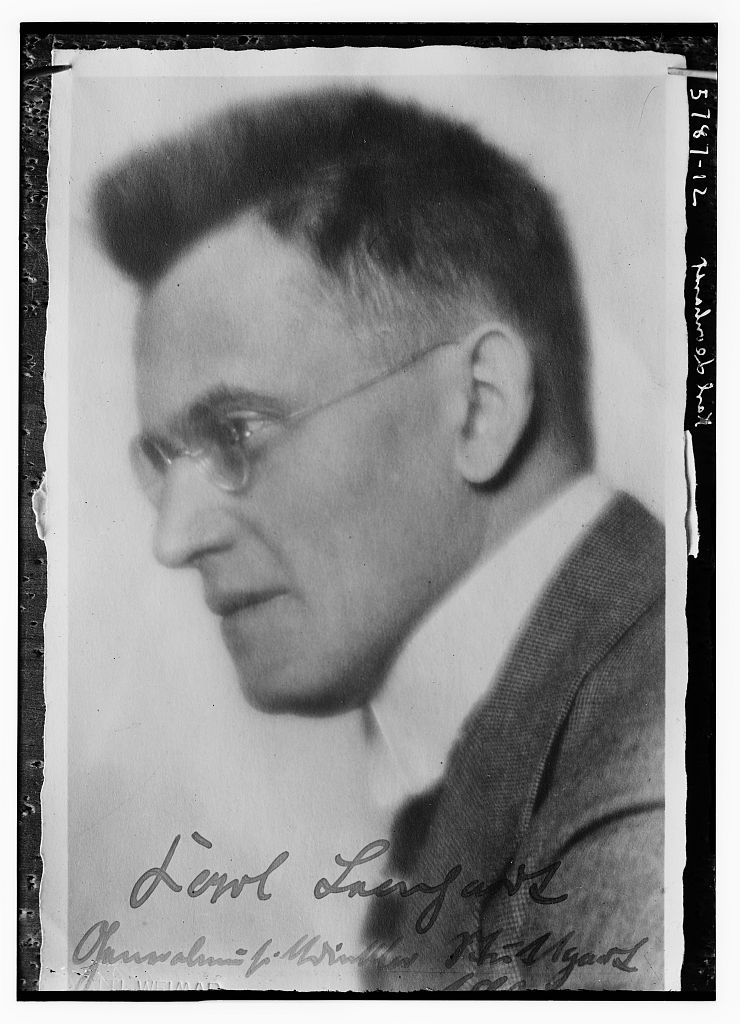
Karl Leonhardt, 1919.

## Leben
Er studierte von 1905 bis 1907 am Leipziger Konservatorium und an der dortigen Universität. Bis 1920 war er Solorepetitor und Kapellmeister an der Oper in Hannover und anschließend Erster Kapellmeister am Nationaltheater Weimar. 1921 erhielt er den Titel Professor.
1922 wurde er Generalmusikdirektor in Stuttgart. In der NS-Zeit wurde er 1937 Ordinarius und Leiter des musikwissenschaftlichen Institutes der Universität Tübingen. 1940 sollte er zunächst die Nachfolge Peter Raabes als Präsident der Reichsmusikkammer antreten, aber Goebbels hielt ihn für „etwas zu wissenschaftlich“. In den Jahren 1942 bis 1944 leitete er verschiedene Konzerte im besetzten Paris. Daneben lehrte er bis 1945 zusätzlich an der Musikhochschule Stuttgart.
Nach dem Ende des Zweiten Weltkriegs lehrte er weiterhin bis 1951 in Tübingen, bevor er in den Ruhestand trat.